# V-Partei³
Die V-Partei³ – Veränderung. Vielfalt. Vegan. (kurz V-Partei³, ausgesprochen „V-Partei hoch drei“) ist eine im Jahr 2016 gegründete deutsche Kleinpartei, die laut eigener Aussage auf die globalen Zusammenhänge und Auswirkungen von Wachstum, Konsum und Essverhalten eingeht. Dabei stehen die Themen Umwelt- und Klimaschutz, Tierrechte und Verbraucherschutz im Vordergrund. Mit dem Leitsatz „Wir lieben das Leben“ will die Partei verdeutlichen, dass sie jedes Lebewesen als schützenswert erachtet. Kernforderung der Partei ist die Umstellung auf eine bio-vegane Landwirtschaft. Sie nahm mit der Landtagswahl in Nordrhein-Westfalen am 14. Mai 2017 erstmals an einer Wahl teil.

## Gründung
Die V-Partei³ wurde im April 2016 am Rande einer Messe für Veganer in München gegründet.

## Programmatik
Das Parteiprogramm wurde am Gründungstag vorgestellt und im Rahmen des Bundesparteitags in Weimar 2017 und in Bayreuth 2018 erweitert.
Die Partei sieht sich als Sprachrohr der in Deutschland lebenden Vegetarier und Veganer sowie Wähler, die die negativen Auswirkungen von „Wachstum, Konsum und Essverhalten“ verringern wollen. Ihr politisches Programm umfasst vor allem Forderungen zur Verbesserung des Verbraucher-, Klima- und Tierschutzes. Nach eigenen Angaben möchte sich die V-Partei³ durch eine kompromisslose Haltung von anderen ökologischen Parteien abgrenzen.

## Wahlteilnahmen

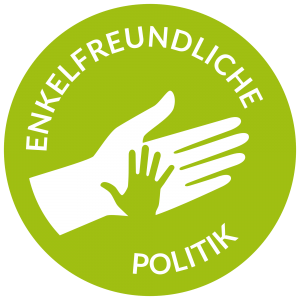
Button zur Augsburger Stadtratswahl 2020

Die erste Wahlteilnahme war die Landtagswahl in Nordrhein-Westfalen am 14. Mai 2017. Dort erhielt die V-Partei³ 0,14 % der Zweitstimmen. An der Bundestagswahl 2017 nahm die V-Partei³ in zwölf Bundesländern teil und erreichte 64.130 Stimmen (0,1 %). Bei der Landtagswahl in Bayern 2018 erhielt sie 34.221 Stimmen, was 0,3 % aller gültigen Gesamtstimmen entsprach. 2018 in Hessen waren es 3.561 Stimmen, und damit 0,1 % der gültigen Zweitstimmen.
Eine geplante Teilnahme an der Europawahl 2019 scheiterte, da der Bundeswahlausschuss die Liste zurückwies. Die Aufstellungsversammlung verstieß in mehrfacher Hinsicht gegen demokratische Grundsätze, da u. a. mehrere Bewerbungen bei der Aufstellungsversammlung nicht berücksichtigt wurden.
Bei der Bürgerschaftswahl in Bremen 2019 erreichte die Partei mit 4.277 Stimmen 0,3 %.
Die Partei nahm auch an den Wahlen zum Brandenburger Landtag 2019 teil und erzielte 0,2 % der Zweitstimmen.
Bei der Stadtratswahl in Augsburg am 15. März 2020 erreichte die V-Partei³ 1,4 Prozent der Stimmen und gewann einen Sitz.
Zur Bundestagswahl 2021 erreichte sie 0,1 Prozent.
Bei der Landtagswahl in Bayern 2023 erhielt sie 22.934 Stimmen, was 0,2 Prozent aller gültigen Gesamtstimmen entsprach. Bei der Landtagswahl in Hessen 2023 waren es 9.462 Stimmen und damit 0,3 % der gültigen Zweitstimmen.
2024 nahm die V-Partei³ zum ersten Mal an der Europawahl am 9. Juni teil, Spitzenkandidat war der aus München stammende Student der Politikwissenschaften Simon Klopstock. Im April 2024 wurde das Programm vorgestellt. Die V-Partei³ erhielt bei der Europawahl 2024 in Deutschland insgesamt 55.440 Stimmen, das entspricht 0,1 %.

## Struktur
Die V-Partei³ hat über 971 Mitglieder (Stand Dezember 2024). Prominentestes Mitglied war die ehemalige Schauspielerin Barbara Rütting, vormals Abgeordnete des Bayerischen Landtags der Partei Bündnis 90/Die Grünen.
Der auf zwei Jahre gewählte Bundesvorstand besteht aus maximal 16 Mitgliedern: einem Bundesvorsitzenden, den zwei Stellvertretern, dem Bundesgeschäftsführer und dessen Stellvertreter, dem Bundesgeneralsekretär und dessen Stellvertreter, dem Bundesschatzmeister und dessen Stellvertreter, dem Bundespressesprecher und dessen Stellvertretern, dem Bundesschriftführer und dessen Stellvertreter sowie drei Beisitzern. Die Bundesvorsitzenden, ihre Stellvertreter und der Bundesgeschäftsführer bilden den geschäftsführenden Bundesvorstand.
| Funktion                | Name                                                 |
| ----------------------- | ---------------------------------------------------- |
| Bundesvorsitzender      | Roland Wegner                                        |
| Stv. Bundesvorsitzender | Moritz Holzner                                       |
| Stv. Bundesvorsitzender | Sebastian Fenzl                                      |
| Generalsekretär         | Martin Donauer                                       |
| Stv. Generalsekretärin  | Claudia Heyer                                        |
| Schatzmeisterin         | Christiane Briem                                     |
| Stv. Schatzmeisterin    | Julia Veit                                           |
| Schriftführerin         | Fabienne Gradl                                       |
| Stv. Schriftführerin    | Felicitas Koch                                       |
| Beisitzende             | Roman Adams, Monique Sonnenberger, Angelika Selbmann |

|                        | Landesverband          | Landesvorsitzende(r)                |  | seit | Ergebnis der letzten Wahl des Landesparlaments | Ergebnis der Bundestagswahl 2021 |
| ---------------------- | ---------------------- | ----------------------------------- |  | ---- | ---------------------------------------------- | -------------------------------- |
| Baden-Württemberg      | Baden-Württemberg      | vakant                              |  | 2016 | keine Teilnahme                                | keine Teilnahme                  |
| Bayern                 | Bayern                 | Moritz Holzner, Angelika Selbmann   |  | 2016 | 0,2 % (2023)                                   | 0,1 %                            |
| Berlin                 | Berlin                 | vakant                              |  | 2016 | keine Teilnahme                                | 0,1 %                            |
| Brandenburg            | Brandenburg            | vakant                              |  | 2017 | 0,2 % (2019)                                   | keine Teilnahme                  |
| Bremen                 | Bremen                 | vakant                              |  | 2017 | keine Teilnahme                                | 0,2 %                            |
| Hamburg                | Hamburg                | Inga Gollnow                        |  | 2018 | keine Teilnahme                                | 0,1 %                            |
| Hessen                 | Hessen                 | vakant                              |  | 2023 | 0,3 % (2023)                                   | 0,1 %                            |
| Mecklenburg-Vorpommern | Mecklenburg-Vorpommern | vakant                              |  | 2017 | keine Teilnahme                                | keine Teilnahme                  |
| Nordrhein-Westfalen    | Nordrhein-Westfalen    | Johannes-Lothar Esser               |  | 2016 | keine Teilnahme                                | 0,1 %                            |
| Niedersachsen          | Niedersachsen          | vakant                              |  | 2017 | keine Teilnahme                                | 0,1 %                            |
| Rheinland-Pfalz        | Rheinland-Pfalz        | Torben Wagner, Monique Sonnenberger |  | 2024 | keine Teilnahme                                | 0,1 %                            |
| Saarland               | Saarland               | vakant                              |  | 2017 | keine Teilnahme                                | keine Teilnahme                  |
| Sachsen                | Sachsen                | Simone Schwarzbach                  |  | 2017 | 0,1 % (2024)                                   | 0,1 %                            |
| Sachsen-Anhalt         | Sachsen-Anhalt         | vakant                              |  | 2017 | keine Teilnahme                                | keine Teilnahme                  |
| Schleswig-Holstein     | Schleswig-Holstein     | vakant                              |  | 2016 | keine Teilnahme                                | 0,1 %                            |
| Thüringen              | Thüringen              | vakant                              |  | 2017 | keine Teilnahme                                | 0,1 %                            |